# 酸ハロゲン化物

カルボン酸ハロゲン化物の一般式

酸ハロゲン化物（さんハロゲンかぶつ、acid halide）とは、オキシ酸からヒドロキシ基を除去した形のアシル基にハロゲンが結びついた化合物群の総称。単に「酸ハロゲン化物」と呼んだ場合、カルボン酸ハロゲン化物 (RC(=O)X) を指すことが多い。アシルハロゲン化物、アシルハライド (acyl halide) とも呼ばれる。